# Antonio Delamea Mlinar
Antonio Mlinar Delamea, slovenski nogometaš, * 10. junij 1991, Celje.
Mlinar Delamea je v prvi slovenski ligi debitiral leta 2008 pri Interblocku, od leta 2011 je bil član Olimpije, s katero je v sezoni 2015/16 osvojil naslov slovenskega državnega prvaka. Januarja 2017 je prestopil v ameriški klub New England Revolution in postal prvi slovenski nogometaš v ligi MLS.
14. novembra 2016 je debitiral v slovenski reprezentanci na prijateljski tekmi proti Poljski v Vroclavu.